# Capgemini
Capgemini este o companie multinaționalǎ de IT. Compania a fost fondatǎ de Serge Kampf, pe 1 octombrie 1967 la Grenoble (Franța) sub numele de Sogeti.

## Istoria

### 1967-1975: Sogeti
- 1 octombrie 1967 : Serge Kampf, fost director regional al societǎții Bull, creeazǎ societatea Sogeti la Grenoble.
- 1967-1968 : La doar câteva sǎptǎmâni dupǎ crearea firmei, tensiunea crește între cei 13 acționari. Majoritatea acționarilor vor demisiona, iar fodatorul Serge Kampf va recupera astfel 84% din capitalul societǎții.
- martie 1973 : Prin intermediul bǎncii La Henin, Serge Kampf cumpără 15% din capitalul unui principal concurent - societatea CAP, fondatǎ în 1962. Implicarea lui Serge Kampf în capitalul firmei va provoca tensiuni și va agrava conflictele între acționari.
- iulie 1973 : Bertrand Asscher, fostul președinte al societǎții CAP, decide sǎ vândǎ 34% din acțiuni firmei Sogeti. Sogeti și Serge Kampf vor deține astfel 49% din capitalul societǎții CAP.
- martie 1974 : Sogeti cumpǎrǎ și restul de 51% din acțiunile firmei CAP.
- 5 Iunie 1974  : CAP et Sogeti fuzioneazǎ și formeazǎ Cap Sogeti.
- septembrie 1974 : Cap Sogeti achiziționeazǎ societatea Gemini Computer Systems, o întreprindere prezentǎ în Europa, dar cu capital american.

În anii 1970, grupul realiza 4 tipuri de activitǎți:
- outsourcing (în acea perioadǎ purta numele de Facilities Management)
- asistențǎ tehnicǎ
- consultanță
- exploatare de date

### Istoria mǎrcii și a logo-ului
Asul de picǎ este prezent pe logo-ul grupului de la crearea lui.
Este de fapt o trimitere la bridge, un hobby al fondatorului firmei, Serge Kampf. 

### Sumar al achizițiilor grupului
Achiziții
| Data            | Societatea                        | Țara          | Remǎrci                                                                        |
| --------------- | --------------------------------- | ------------- | ------------------------------------------------------------------------------ |
| Februarie 1970  | Solame                            | Franța        |                                                                                |
| Martie 1970     | Sorgas                            | Franța        |                                                                                |
| Noiembrie 1970  | Infor-Algoe                       | Franța        |                                                                                |
| August 1971     | Perfo-Service                     | Elveția       |                                                                                |
| Octombrie 1972  | Software International            | Franța        |                                                                                |
| Februarie 1973  | Sesi                              | Franța        |                                                                                |
| Iulie 1973      | CAP                               | Franța        | 15% din capital                                                                |
| Octombrie 1973  | Soref                             | Franța        |                                                                                |
| Martie 1974     | CAP                               | Franța        | 100% din capital                                                               |
| August 1975     | CAP Europe                        | Franța        |                                                                                |
| Decembrie 1976  | Bossard Consultants               | Franța        | Consultanțǎ în management și strategie - 51% du capital / 100% en 1997         |
| Aprilie 1980    | Data Logic                        | Norvegia      |                                                                                |
| Ianuarie 1981   | DASD                              | Statele Unite |                                                                                |
| Mai 1982        | Spiridellis & Associates          | Statele Unite |                                                                                |
| Decembrie 1982  | Sesa                              | Franța        | Integrare sisteme de informații - 35% din capital                              |
| Ianuarie 1986   | CGA Computers                     | Statele Unite |                                                                                |
| Octombrie 1986  | Ibat                              | Germania      |                                                                                |
| Noiembrie 1986  | Geda                              | Italia        |                                                                                |
| Decembrie 1986  | Sycomm                            | Statele Unite |                                                                                |
| Iulie 1987      | Sesa                              | Franța        | Integrare sisteme de informații - 100% din capital                             |
| August1997      | ITMI                              | Franța        |                                                                                |
| Februarie 1988  | AD&GD                             | Danemarca     |                                                                                |
| Mai 1988        | Data Logic                        | Suedia        |                                                                                |
| Decembrie 1988  | Hiekkamaki                        | Finlanda      |                                                                                |
| Ianuarie 1989   | Comp. Act Data Systems            | Statele Unite |                                                                                |
| Februarie 1989  | Systemation Inc                   | Statele Unite |                                                                                |
| Octombrie 1989  | Merit Systems                     | Statele Unite |                                                                                |
| Ianuarie 1990   | Gamma International               | Franța        | Consulting                                                                     |
| Mai 1990        | United Research Corp              | Statele Unite | Consulting                                                                     |
| Iulie 1990      | SCS                               | Germania      |                                                                                |
| Iulie 1990      | Hoskyns                           | Regatul Unit  | Outsourcing (leader european în 1990)                                          |
| ianuarie 1991   | Mac Group                         | Statele Unite | Consultanțǎ și strategie                                                       |
| Februarie 1992  | Volmac                            | Țările de Jos | În acea perioadǎ, cea mai rentabilǎ Societate de Servicii IT din Europa        |
| Mai 1992        | Programmator                      | Suedia        |                                                                                |
| 1993            | Gruber Titze and Partners         |               |                                                                                |
| Ianuarie 1997   | Géislogica                        | Portugalia    |                                                                                |
| Aprilie 1999    | Beechwood                         | Statele Unite |                                                                                |
| Mai 2000        | Ernst & Young Consulting          | Statele Unite | Divizia de consultanțǎ a firmei Ernst & Young : 11 miliarde $                  |
| Octombrie 2003  | Transiciel                        | Franța        | Servicii informatice                                                           |
| August 2006     | Future Engineering (FuE)          | Germania      | R&D                                                                            |
| 2006            | SD&M                              | Germania      |                                                                                |
| Septembrie 2006 | Unilever Shared Services (Indigo) | India         | Specialist BPO - 51% din capital                                               |
| Ianuarie 2007   | InQA.labs                         | Spania        | Tests et qualité logicielle                                                    |
| Februarie 2007  | Kanbay International              | Statele Unite | Specialist în Sisteme de Informații financiere. Foarte bine implantat în India |
| Februarie 2007  | Software Architects               | Statele Unite | Servicii informatice                                                           |
| Noiembrie 2007  | Network Consulting Group (NCG)    | Venezuela     |                                                                                |

Achizițiile recente în India și în America de Sud scot in evidențǎ strategia grupului de a propune clienților servicii informatice ieftine realizate în strǎinatate (offshore).
Grupul Capgemini are 15 000 de angajați în India.

Vânzǎri
| Data | Societatea                            | Țara              | Cumpǎrǎtor                 |
| ---- | ------------------------------------- | ----------------- | -------------------------- |
| 1975 | Eurinfor (outsourcing)                | Franța            | Cisi                       |
| 1995 | Sema-Metra                            | Franța            | 27% din capital            |
| 2004 | Infrastructuri                        | Suedia · Norvegia | EDB Business               |
| 2004 | Vertex Data Centre                    | Regatul Unit      | United Utilities Plc       |
| 2005 | Sǎnǎtate                              | Statele Unite     | Accenture (175 milioane $) |
| 2005 | Capgemini Japan                       | Japonia           | NTT Data (95% din capital) |
| 2005 | Infrastructuri                        | Franța            | Unisys                     |
| 2006 | NIS Europe (Infrastructuri de rețele) | Europa            | BT                         |
| 2006 | Working Links                         | Regatul Unit      |                            |

## Domenii și activitǎți
Capgemini este unul dintre leaderii mondiali în domeniile : consultanțǎ, servicii informatice, și outsourcing.
Domeniile grupului sunt impǎrțite în 4 categorii, fiecare având o abreviere în limba englezǎ:
- consultanțǎ în management (Consulting Services - CS) : 5 000 de colaboratori, 11% din Cifra de Afaceri
- integrarea sistemelor informatice și dezvoltare de aplicații (Technology Services - TS) : 26 000 de colaboratori, 34% din Cifra de Afaceri
- outsourcing   (Outsourcing Services - OS) : gestiune externalizatǎ a sistemelor de informații : 21 000 de colaboratori, 39% din Cifra de Afaceri
- asistanțǎ tehnicǎ (Local Professional Services - LPS) Sogeti : 16 000 de colaboratori, 16% din Cifra de Afaceri

### Poluri de activitate
Cele 4 activitǎți principale ale grupului sunt împǎrțite în diferite poluri :
- Consulting Services
  - Consultanțǎ în gestiunea relațiilor cu clienții
  - Consultanțǎ în gestiune logisticǎ
  - Consultanțǎ în strategie

- Technology Services
  - Dezvolatare și integrare de aplicații
  - Transformarea sistemelor de informații (strategie, arhitecturǎ)
  - Business Intelligence
  - Infrastucturi și securitate
  - Adoptarea tehnologiilor mobile
  - Open-Source
  - Aplicații Oracle, SAP, Siebel
  - Portal aplicativ
  - RFID

- Outsourcing Services
  - Application Management (tierce maintenance applicative)
  - BPO (externalizarea proceselor)
  - Gestiunea externalizatǎ a infrastructurilor
  - Gestiunea externalizatǎ a rețelelor și a securitǎții

- Local Professional Services (Sogeti)
  - Applications Services (Sogeti AS) : integrare și dezvoltare de aplicații
  - Infrastrucures Services (Sogeti IS)
  - High Tech Consulting (Sogeti High Tech)

### Structuri operaționale
Grupul Capgemini este compus din mai multe structuri decentralizate :
- Divizia suport (Finanțe, Resurse Umane, Marketing...)
- Divizii operaționale (SBU : Strategic Business Units)
  - SBU Outsourcing (SBU mondial)
  - SBU Financial Services (SBU mondial)
  - SBU Local Professional Services = Sogeti (SBU mondial)
  - SBU Consulting & Integration - America de Nord
  - SBU Consulting & Integration - Europa de Vest (Marea Britanie, Franța, Spania, Portugalia)
  - SBU Consulting & Integration - Europa continentalǎ & Asia Pacific

Aceste divizii operaționale (SBU) se descompun în Business Unit (BU) în functie de regiuni sau tehnologii (ERP, Business Intelligence, Regiunea de Vest a Franței, Regiunea Rhones-Alpes...)

Business unit-urile sunt structurate în skill centers (centre de servicii) destinate producției si dezvoltǎrii serviciilor informatice comercializate.

### Internațional
Grupul Capgemini este prezent în 30 de țǎri. 

În 2006 (înaintea achiziției grupului Indian Kanabay), principalele piețe sunt : 
- Marea Britanie : 25% din Cifra de Afaceri
- Franța : 23% din Cifra de Afaceri
- America de Nord : 17% din Cifra de Afaceri
- Benelux : 14% din Cifra de Afaceri

### Sectoare de activitate
Diviziuni operaționale :
- Sector Public : 30% din Cifra de Afaceri
- Energie (Electricitate, Apa, ...) : 15% din Cifra de Afaceri
- Bǎnci, Finanțe și Asigurǎri : 15% din Cifra de Afaceri
- Industrie, Comerț și Distribuție : 30% din Cifra de Afaceri
- Telecomunicații și Media : 10% din Cifra de Afaceri (în principal filiala Capgemini Telecom & Media)

## Organizarea întreprinderii

### Direcția întreprinderii
- Paul Hermelin : Director General
- Nicolas Dufourcq : Director general adjunct
- Alain Donzeaud : Secretar General și Resurse Umane

### Comitetul de administrație
- Președinte : Serge Kampf
- Membri : Daniel Bernard, Yann Delabrière, Jean-René Fourtou, Paul Hermelin, Michel Jalabert, Phil Laskawy, Ruud van Ommeren, Terry Ozan, Bruno Roger, Thierry de Montbrial
- Cenzori : Pierre Hessler, Geoff Unwin, Marcel Roulet

### Comitetul executiv
Comitetul este compus din 3 membri ai Direcției Generale și din :
- Henk Broeders, Europa de Nord și Asia/Pacific
- Antonio Schnieder, Europa Centralǎ, Italia, Spania, Portugalia
- Philippe Donche Gay, Franța și TME (telecom și media)
- Paul Spence, Outsourcing Europa
- Luc-François Salvador, Sogeti

### Comitetul pentru Strategie et Dezvoltare
Comitetul este compus din 3 membri ai Direcției Generale și din :
- Alain Donzeaud, Secretar General și Resurse Umane
- Pierre-Yves Cros, Strategie și Comunicare
- Gilles Taldu, “Global Delivery”
- Hubert Giraud, Infogeranțǎ și B.P.O.
- Salil Parekh, Tehnologie
- Björn-Erik Willoch, Consultanțǎ